# Schule Mirow

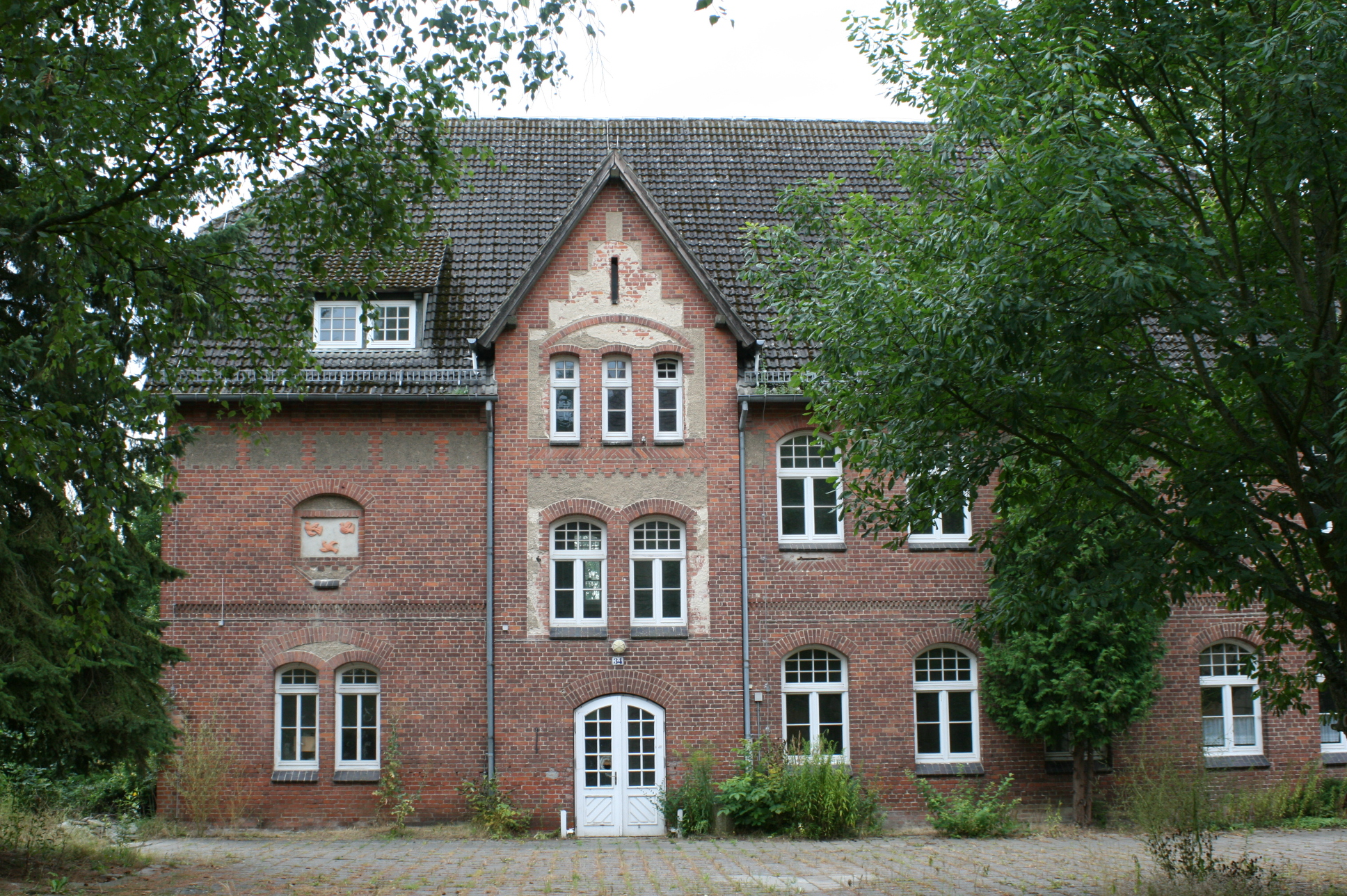

Die ehemalige Schule Mirow in Mirow (Mecklenburg-Vorpommern), Mühlenstraße 34 neben dem Unteren Schloss auf der Schlossinsel, war eine Volksschule und später bis 2015 eine Grundschule. 
Das Gebäude steht unter Denkmalschutz.

## Geschichte
Die Stadt Mirow mit 3883 Einwohnern (2020) wurde erstmals 1226 als Dorf erwähnt. 
Das zweigeschossige sanierte verklinkerte Gebäude mit einem dreigeschossigen beidseitigen mittleren Giebelrisalit und einem Krüppelwalmdach stammt aus dem 20. Jahrhundert. Es wurde saniert und bis August 2015 als Schule genutzt. Es stand nach 2015 leer.
 
Die heutige neue Grundschule Mirow (Regenbogen) steht am Leussower Weg 9 a.